# Бій за Синельникове
Бій за Синельникове — бій відступаючої 2-й РСЧА з Німецькими частинами і частинами Армії УНР під час оборони Донецько-Криворізької республіки.
30 березня 1918 командир Донецької армії Геккер видав указ № 023 в якому він наказував підготувати оборонні пункти на підступах до Донбасу на станції Синельникове яка увійшла до складу Катеринославської бойової дільниці, Донецької трудової армії.
6 квітня 1918 командир 2-ї РСЧА Євген Михайлович Венедиктов приступив до розгортання частин для бою з наступаючими гайдамаками і німцями. Об 11:00 частині розгорнулися для бою в 6 верстах на підступах до Синельникове, на вельми невигідніх позиціях. Попри це Венедиктов вирішив прийняти бій, тому що станція Синельникове була важливим залізничним вузлом Донецько-Криворізької республіки.
7 квітня 1918 року о 12:00 за почався бій. Кілька годин бій йшов зі змінним успіхом, несучи вельми жорстокий характер. О 18:00 німці підтягнули шестидюймові гармати та почали обстрілювати станцію Синельникове, в тому числі і штаб 3-ї армії. Бачачи неможливість подальшої оборони станції від переважаючих сил вночі 8 квітня Венедиктов наказав частинам 8-ї армії відступити до станції Чаплине.
У телеграмі з штабу 3-й РСЧА в штаб Південного фронту від 8 квітня повідомлялося: «Синельникове зайнято гайдамаками, де перебуває армія Венедиктова досі невстановлене».